# Myrosmodes filamentosum
Myrosmodes filamentosum là một loài thực vật có hoa trong họ Lan. Loài này được (Mansf.) Garay mô tả khoa học đầu tiên năm 1978.